# Parque Nacional Norra Kvill
O Parque Nacional Norra Kvill é um pequeno parque nacional (estabelecido em 1927) perto de Vimmerby no condado de Kalmar, Småland, sudeste da Suécia. A poucos quilómetros do parque está o carvalho Rumskulla, o maior carvalho inglês da Europa com uma circunferência de cerca de 14 m (46 ft). O carvalho deve ter cerca de 1 000 anos.
 